# Martin Rubeš
Martin Rubeš (født 1996) er en tjekkisk fægter , der specialiserer sig i kårde.
Han repræsenterede Tjekkiet ved sommer-OL 2024 i Paris, hvor han vandt bronze i holdkonkurrencen.